# Отзовизм
Отзови́сты — группа радикальных большевиков в РСДРП, возникшая после революции 1905 года. Отзовисты настаивали на полном отказе от легальных форм массовой партийной работы и отзыве депутатов-социал-демократов из Третьей Государственной Думы.
22 ноября 1907 года фракция РСДРП в Третьей Государственной Думе приняла решение:

Думская с.-д. фракция есть группа автономная, которая прислушиваясь к голосу партии, в каждом конкретном случае думской работы решает вопрос самостоятельно.
Это привело к напряжённым отношениям фракции с ЦК РСДРП и дискуссии в партии.
Среди известных отзовистов: А. А. Богданов, В. Л. Шанцер (Марат), М. Н. Покровский, А. В. Луначарский, А. С. Бубнов, Г. А. Алексинский, А. В. Соколов (Станислав Вольский), М. Н. Лядов (Мандельштам) и другие.
Отзовисты утверждали, что царизм уже переродился в буржуазную монархию, а крепостники-помещики обуржуазились. Они считали, что такая буржуазно-демократическая революция уже свершилась, а впереди только пролетарская. Совещание расширенной редакции газеты «Пролетарий» в 1909 году объявило о размежевании с отзовистами. В 1909 году вошли в группу «Вперёд».